# Vic Damone

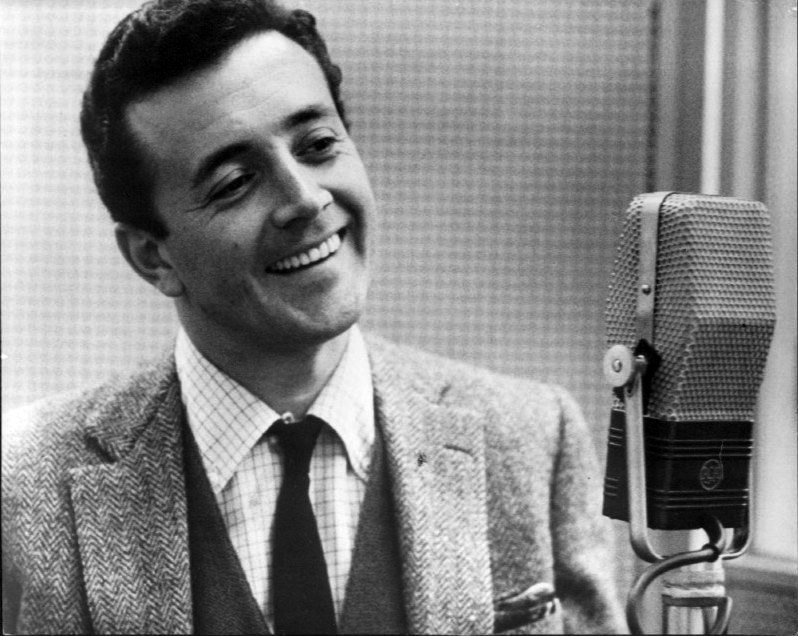
Vic Damone 1959

Vic Damone, właśc. Vito Rocco Farinola (ur. 12 czerwca 1928 w Nowym Jorku, zm. 11 lutego 2018 w Miami Beach) – amerykański balladzista pochodzenia włoskiego.
Popularny w latach 1947–1957. Wystąpił w kilku filmach. Prowadził własny program telewizyjny. Wylansował ok. 40 przebojów.